# Bethausen
Bethausen (en hongrois : Bethlenháza, en allemand : Bethausen) est une commune du județ de Timiș en Roumanie.